# Blossia falcifera quibensis
Blossia falcifera quibensis es una subespecie de arácnido  del orden Solifugae de la familia Daesiidae.

## Distribución geográfica
Se encuentra en Namibia.